# Rhapsodie pour orchestre et saxophone
La Rhapsodie pour orchestre et saxophone (Rapsòdia per a orquestra i saxòfon) és una obra de Claude Debussy del 1919, considerada una obra cabdal dins el repertori del saxòfon clàssic. No s'ha de confondre amb la Première rhapsodie.
L'obra va ser encarregada el 1901 per Elisa Hall, però la seva destinatària va haver d'esperar fins a veure-la acabada anys molts anys després, concretament el 1919. "El juny, una nord-americana, la senyora Elisa Hall, vicepresidenta de l'Orquestral Club de Boston, li encarrega un obra per a saxòfon i orquestra. L'accepta pels honoraris que l'acompanyen, però no serà fins al 1905, després de moltes reclamacions, quan farà arribar a la clienta un esborrany de l'obra, que Roger Ducasse orquestrarà més tard.
El saxòfon no havia agafat encara prestigi, ja que la persona que l'ajudaria a agafar aquest prestigi, Marcel Mule, acabava de néixer (1901) i Debussy ignorava pràcticament les possibilitats de l'instrument. Per això, la relativa circumspecció de la part de saxòfon i la brevetat de la rapsoda, que no obstant, constitueix una de les obres bàsiques del repertori del saxòfon "clàssic" i que no li falta bellesa."
L'estiu de 1903 George Longy va tornar a París durant les vacances i Elisa Hall va llogar un xalet proper al seu, aprofitant per a donar classes cada dia. Van aprofitar per visitar a Debussy de qui no sabien res des de la encomana de la peça. El propi compositor escriu una carta a el seu amic Messager, parlant de la seva impressió sobre Elisa Hall:
Quan un any després va visitar novament París amb motiu de un concert en la Societé National, el 17 de maig de 1904, Elisa Hall va seguir insistint. Interpretant per a l'ocasió Choral Variñe de Vincent D'Indy, al concert va assistir Debussy. En aquell concert, Debussy no va ixir gens content, no volia que aquest instrument interpretara una de les seues obres (ho corrabora León Vallas). D'altra banda, als diaris, si que aprecien d'interpretació de Elisa hall.
L'únic que va fer, va ser enviar a Elisa Hall tres o quatre línies manuscrites amb el nom de Rapsodie Maurensquee (1911).
A la mort de Debussy (1918) l'obra romania inacabada. Finalment va ser completada i orquestrada per un alumne de Debussy (Roger Ducasse), amb una durada d'uns 10 minuts - va ser estrenada l'any següent.
Elisa hall mai va arribar a tocar la Rapsòdia, la va estrenar François Combelle a Paris l'11 de maig de 1919 a un concert de la Societé national. 